# Eva Kusch

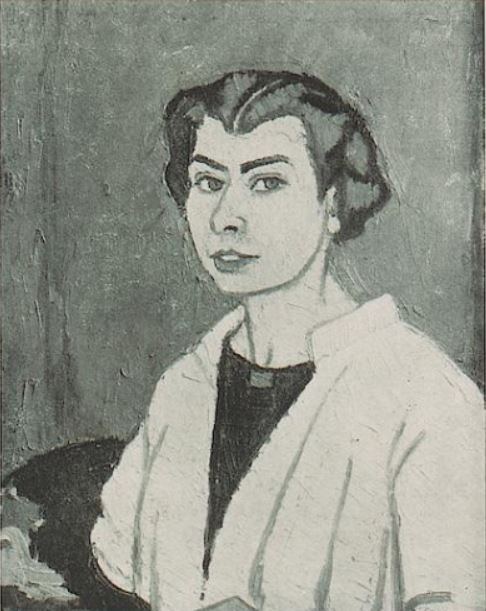
Eva Kusch: Selbstbildnis, ausgestellt 1913

Eva Kusch (* um 1884; † nach 1924) war eine deutsche Zeichnerin und Malerin.

## Leben und Werk
Über die Herkunftsfamilie und die künstlerische Ausbildung von Eva Kusch ist bisher wenig bekannt. Sie wirkte in der ersten Hälfte des 20. Jahrhunderts als Malerin im Großraum Berlin und lebte zunächst in Potsdam an der Adresse Spandauer Straße 2a, später in Berlin.
Kusch schuf Aquarelle und Ölbilder. Ihre Werke signierte sie mit ihren Initialen E.K. oder K.E.
Für die Münchner illustrierte Wochenschrift Jugend fertigte sie humoristische Zeichnungen an. Im Rahmen einer mehrtägigen Auktion von Originalen, die in den Jahren 1906 bis 1907 in der Jugend erschienen waren, wurde im Juni 1908 ihr kleinformatiges Aquarell mit dem Titel Die Malküre in der renommierten Münchner Kunsthandlung Helbing an einen Käufer namens Veltheim versteigert.
Obwohl selbst kein Mitglied der Berliner Secession, nahm Kusch an deren Ausstellungen teil. So wurde bei der XVI. Ausstellung der Secession im Dezember 1908 im Ausstellungshaus am Kurfürstendamm Kuschs Zeichnung Kinderfest gezeigt.
Als Mitglied des Deutschen Künstlerbundes zeigte sie ihre Werke bei dessen Ausstellungen; so stellte sie beispielsweise im Februar/März 1912 in der Kunsthalle Bremen aus und zeigte 1913 bei der Künstlerbund-Ausstellung in Mannheim die Ölgemälde Selbstbildnis und Kostümfest. Ebenfalls im Februar/März 1912 stellte sie bei der Ausstellung Die Frau in Haus und Beruf, die in den Ausstellungshallen am Zoologischen Garten in Berlin stattfand, in der Fachabteilung 8 „Angewandte und dekorative Graphik“ aus.
Um 1920 schuf Kusch ein Porträtgemälde (Öl auf Leinwand) der erfolgreichen Malerin Emmy Gotzmann, bei deren zweiter Eheschließung sie im April 1913 im Alter von 29 Jahren Trauzeugin gewesen war. Bei der Herbstausstellung der Akademie der Künste Berlin zeigte Kusch 1924 noch das Aquarell Regensommer. Danach verliert sich ihre Spur.

## Werke (Auswahl)
- 1908: Kinderfest, Zeichnung

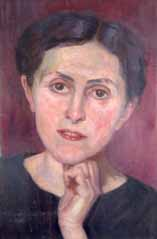
Bildnis der Künstlerin Emmy Gotzmann (Öl auf Leinwand, um 1920)

- 1908: Die Malküre, Aquarell, 15 × 26 cm.
- 1913: Selbstbildnis, Ölgemälde
- 1913: Kostümfest, Ölgemälde
- 1920: Die Künstlerin Emmy Gotzmann, Ölgemälde
- 1924: Regensommer, Aquarell